# 佐々木優 (女優)
佐々木 優（ささき ゆう）、(1984年5月19日 - ）は、日本の女優、歌手、モデル、ヘアメイクアーティスト。広島県出身。株式会社エース所属。血液型はA型。シンガーとしての名義は「れい」

## 出演

### 映画
- 赤目のワルツ
- 残焔
- PRESS
- ブラッディ・バタフライ

### 舞台
- モモ
- はてしない物語
- 君がいる奇跡
- ステイル・メイト
- HOTEL CALL AT
- ドラゴンファンタジー2009
- 陽炎
- 東京スカチャラ物語

## ディスコグラフィー（れい名義）
|     | 発売日         | タイトル                                    | 発売元       | 規格       | 品番    | カップリング曲  |
| --- | -------------- | ------------------------------------------- | ------------ | ---------- | ------- | --------------- |
| 1st | 2009年11月11日 | 変わらない最大の愛 変えられない最大の切なさ | U Be records | 12センチCD | YU-0519 | あだなり        |
| 2nd | 2010年10月2日  | Want                                        | U Be records | 12センチCD | YU-1002 | Dear person SUN |